# Corbis
Corbis é um banco de imagens nos Estados Unidos, sediada em Seattle, Washington, que atua no ramo de direitos de imagem e fotografias. Esta companhia foi comprada por Bill Gates em 1989. Atualmente conta com os direitos de uma coleção com mais de 100 milhões de imagens. Bill diz que a Corbis será um grande impulso para sua empresa, Microsoft

## Venda para a GettyImages
Em maio de 2016, a Corbis fechou suas portas e migrou parte do conteúdo para a GettyImages.